# Bortodling
Bortodling innebär att markytan långsamt sjunker efter att en vattensjuk mark (våtmark) har dikats ut och odlats upp. Bortodling beror både på att torven trycks ihop och att den förmultnar. 

## Omfattning och effekter
Bortodlingen kan i Sverige uppgå till 3 cm/år, det vill säga 1 meter på 50 år. I Danmark finns exempel på 2 meter per 30 år  För att en myrodling ska kunna pågå under en längre tid, krävs en ny sänkning av grundvattenytan vart 20-40 år. Bortodlingen är störst direkt efter sänkningen av grundvattenytan, för att sedan successivt avta när grundvattenytan närmar sig markytan. Ettåriga grödor med tillhörande årlig jordbearbetning påskyndar bortodlingen, medan fleråriga vallar minimerar bortodlingen.
När det inte längre anses lönsamt (eller ens möjligt) med nya sänkningsföretag, får myrodlingen helt enkelt överges.  Många myrodlingar har genom åren fått överges som åkermark, då det inte har varit lönsamt att ytterligare sänka grundvattenytan. 

## Miljöeffekter

### Koldioxid frigörs
När det organiska materialet bryts ned frigörs betydande mängder koldioxid, vilket ökar på växthuseffekten.

### Kväveläckage
När det organiska materialet bryts ned, frigörs också kväve (så kallad kvävemineralisering). Det kväve som inte tas upp av grödan, riskerar att lakas ut och därmed bidra till övergödning av sjöar och hav. 
Den mängd kväve som frigörs per år, beror dels på torvens kol/kväve-kvot, dels på markens pH-värde. Vid en låg kol/kväve-kvot (kväverik torv) i kombination med ett högt pH-värde, kan mineraliseringen bli extremt hög. På vissa uppodlade myrar på Gotland, bedöms den årliga kvävemineraliseringen kunna uppgå till cirka 700 kg kväve per hektar och år.
En positiv följd av kvävemineralisering är att kvävegödsling inte behöver göras.  